# 小島省斎
小島 省斎（こじま しょうさい、文化元年8月11日〈1804年9月14日〉 - 1884年〈明治17年〉6月6日）は、丹波国氷上郡佐治（現在の兵庫県丹波市青垣町佐治）生まれの儒学者、漢学者である。

## 概要
1858年（安政5年）に完成した柏原藩の藩校、崇廣館の建設を柏原藩主に提案した人物。柏原藩の藩政改革に寄与し、「丹波聖人」のひとりと称えられる。

## 生涯
文化元年（1804年）、丹波国氷上郡佐治（現在の兵庫県丹波市青垣町佐治）に生まれた。省斎は号で、本名は慎・駟、字は思之・伯輿、通称は四郎兵衛や忠太などと呼ばれた。生家は煙草屋で、自身もたばこを刻んで売りさばいていた。省斎は幼い頃からたいそう利発なことで知られ、西往寺の住職は、出家をするよう促したが、従わなかった。
結婚後に京都の猪飼敬所の門に入り、貧しい苦学生時代を送った。母親が病気になったことをきっかけに佐治に戻り、昼は家業に励み、夜は勉学に勤しんだ。
帰郷後の文政12年（1829年）に私塾「竹西亭」を開設する。敬所だけでなく、但馬聖人と呼ばれた池田草庵とも親しく交わった。やがて「丹波聖人」と異名をとり、その名声を聞きつけた柏原藩6代藩主織田信古に登用され、以後10代藩主織田信親の代まで4代にわたって重用されたが、8代藩主の織田信敬にとりわけ重んじられた。嘉永3年（1850年）に藩校の又新館創設に貢献し、嘉永4年（1851年）に信敬に五か条の建白書を提出し、その末文で「学制を厳にする」と教育の重要性を説いたことで知られる。天保13年（1842年）以後、2か月おきに殿中で教鞭をとり、藩主や藩士に対して5日間の講義を行った。
幕末の動乱期では、累積していた藩の借金を整理し財政刷新に貢献し、藩の方針を勤王攘夷に取りまとめる役割を果たした。

## 教義
初期には折衷考証学を重視したが、やがて朱子学を信奉するようになった。詩文を用いて経学に熱心に取り組みんだ。門弟に、のちに氷上郡長や阪鶴鉄道社長を務めた田艇吉や、逓信大臣で文官としては初めて台湾総督となった田健治郎のほか、明治政府の地方官を務めた津田要、漢学者の田村看山らがいる。